# مدرج خورفكان
مدرج خورفكان (بالإنجليزية: Khor Fakkan Amphitheatre)‏، هُو مسرح روماني ومعلم ثقافي يقع بمدينة خورفكان في إمارة الشارقة في الإمارات العربية المتحدة.

## تاريخ
افتُتح المُدرج رسميا في 14 ديسمبر 2020 على يد حاكم إمارة الشارقة الشيخ سلطان بن محمد القاسمي. في 21 أبريل 2022، صُور المُدرج في ورقة فئة 10 دراهم إماراتية الجديدة.

## الموقع
يقع المدرج على تل مرتفع عند سفح جبل "السيد" مُقابل شاطئ مدينة خورفكان.

## الأبعاد

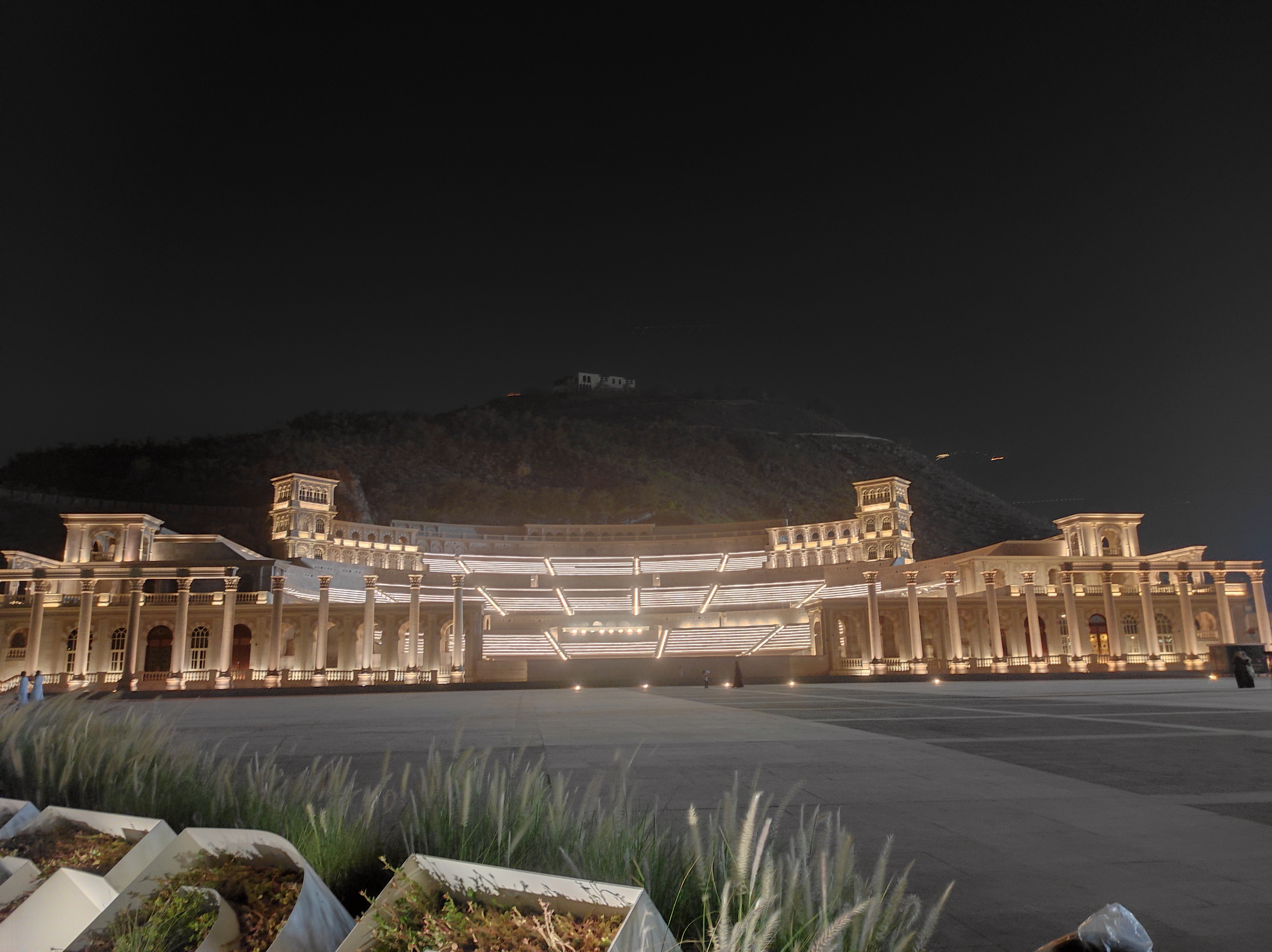
مدرج خورفكان

بُني المدرج على مساحة إجمالية تبلغ 190 ألف قدم مربع. يتسع المُدرج لحوالي 3600 فرد، ويتوفر كذلك على نظام للتكييف. يحتوي المدرج ذو الشكل نصف الدائري على واجهة حجرية تضم 234 قوسًا و295 عمودًا. جُهز اللوبي بستة مصاعد رئيسية مقسمة على المدخلين الرئيسيين للمُدرج، بحيث خُصصت ثلاثة مصاعد لكل مدخل. يوجد بجانب المُدرج شلال بطول 45 مترًا وعرض 11 مترًا، ويقع على ارتفاع 43 مترًا فوق مستوى سطح البحر.